# Gorgocephalus kyphosi
Gorgocephalus kyphosi är en plattmaskart. Gorgocephalus kyphosi ingår i släktet Gorgocephalus och familjen Gorgocephalidae. Inga underarter finns listade i Catalogue of Life.